# Gwatemala (departament)

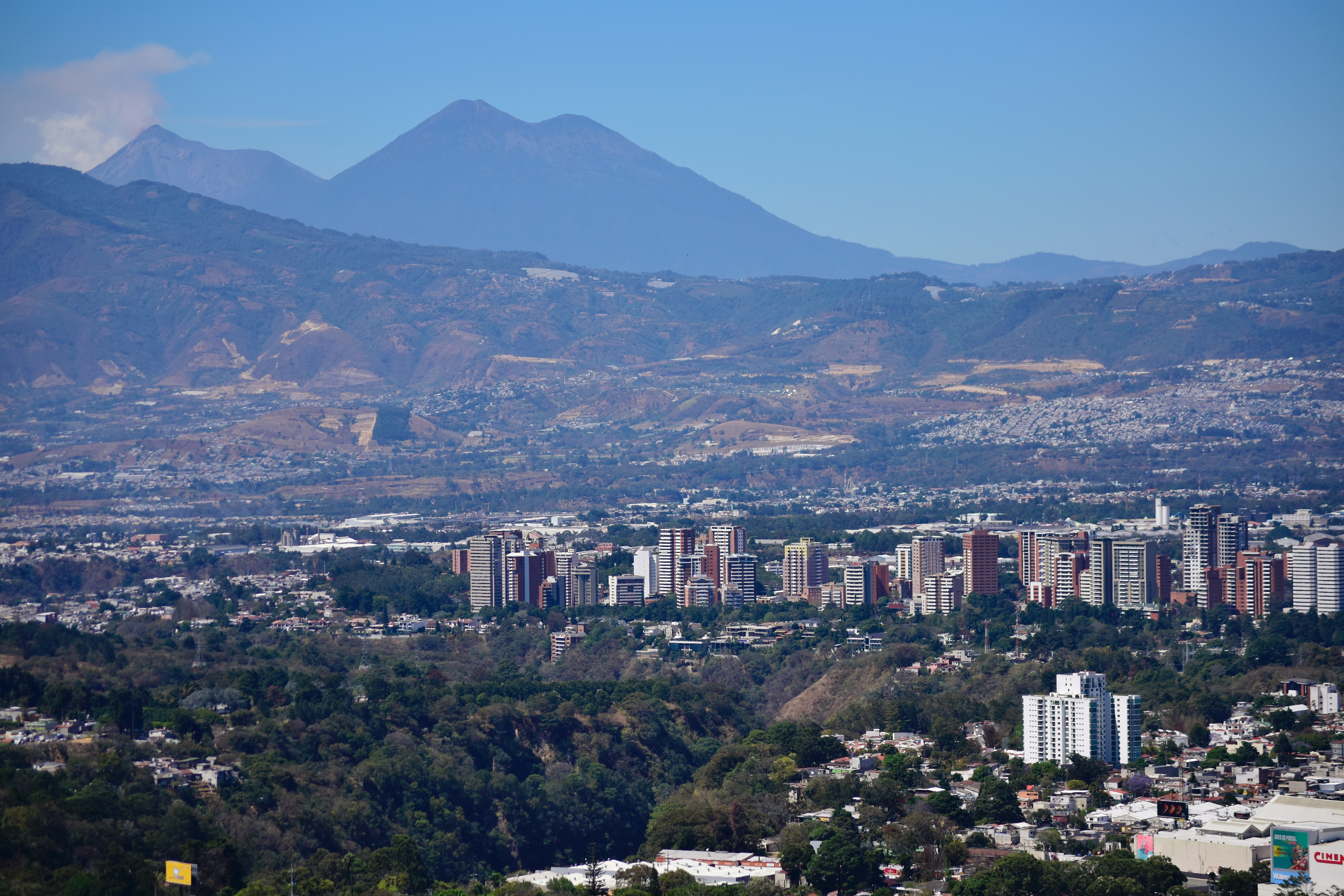
Panorama miasta Gwatemala

Gwatemala – jeden z 22 departamentów Gwatemali, położony w południowej części kraju. Stolicą departamentu jest miasto Gwatemala, będące jednocześnie stolicą kraju.  Departament graniczy na zachodzie z departamentem Sacatepéquez, Chimaltenango i Quiché, na południu z departamentami Escuintla, Santa Rosa na wschodzie z departamentem Jalapa i na północy z departamentami El Progreso i Baja Verapaz.
Najważniejszymi miastami w departamencie oprócz stołecznego są San José Pinula, San Pedro Ayampuc, Villa Nueva, Amatitlán i Mixco. Departament ma charakter górzysty z kilkoma czynnymi wulkanami na południu. Średnie wyniesienie nad poziom morza wynosi 1 458 m, natomiast klimat jest umiarkowany ze względu na wyniesienie nad poziom morza.

## Podział departamentu
W skład departamentu wchodzi 17 gmin (municipios).
1. Guatemala
2. Santa Catarina Pinula
3. San José Pinula
4. San José del Golfo
5. Palencia
6. Chinautla
7. San Pedro Ayampuc
8. Mixco
9. San Pedro Sacatepéquez
10. San Juan Sacatepéquez
11. San Raymundo
12. Chuarrancho
13. Fraijanes
14. Amatitlán
15. Villa Nueva
16. Villa Canales
17. San Miguel Petapa